# Ménestreau-en-Villette
Ménestreau-en-Villette è un comune francese di 1 519 abitanti situato nel dipartimento del Loiret nella regione del Centro-Valle della Loira.

## Società

### Evoluzione demografica
Abitanti censiti